# Gran Dolina

Panoramaaufnahme der Ausgrabungen im Juli 2012

Gran Dolina ist eine archäologische und paläoanthropologische Fundstelle in der Sierra de Atapuerca (Provinz Burgos) im Norden von Spanien, 14 km östlich von Burgos. Die zunächst für eine große Doline (daher der Name) gehaltene, mit meterhohem Sediment gefüllte, ehemalige Karst-Höhle wird seit 1978 erforscht. In einer rund 900.000 Jahre alten Fundschicht der Gran Dolina wurden die ersten Fossilien von Homo antecessor entdeckt.

## Erforschung
Gran Dolina gehört mit den benachbarten Fundstellen Sima del Elefante, Cueva del Mirador und dem großen Höhlensystem Cueva Mayor zu einem weitläufigen Komplex heutiger Ausgrabungsstätten, von denen einige seit der zweiten Hälfte des 19. Jahrhunderts für ihren Reichtum an Fossilien bekannt sind; für die Fundstätte Sima de los Huesos („Knochengrube“) war dieser Reichtum sogar namensgebend. Die Entdeckung von Gran Dolina ist dem Bau einer Schmalspurbahn durch ein Bergbauunternehmen zu verdanken, die Anfang des 20. Jahrhunderts für einige Jahre in Betrieb war. Für deren Gleis wurde im südwestlichen Teil der Sierra ein Graben von rund 500 Metern Länge und einer Tiefe von bis zu 20 Metern in das Kalkgestein gehauen („Trinchera del Ferrocarril“), wodurch zahlreiche verschüttete Höhlen angeschnitten wurden – heute benannt als Gran Dolina, Galería, Cueva de los Zarpazos, Penal und Sima del Elefante.

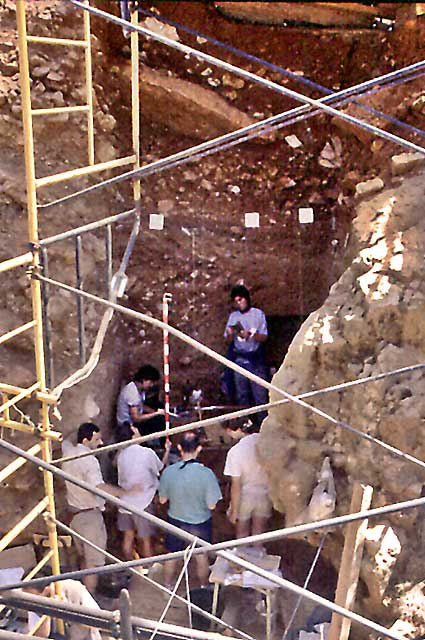
Blick in die Grube / auf Schicht TD6 im Juli 1997

Obwohl der Eisenbahngraben nach dem Bankrott seiner Erbauer zugänglich blieb und an den seitlichen Wänden Sedimentschichten deutlich sichtbar angeschnitten worden waren, widmete sich die Forschung jahrzehntelang dem benachbarten Höhlensystem Cueva Mayor. Erst 1962 wurden aus der Fundstelle Galería fossile Knochen freigelegt und im folgenden Jahr einige Artefakte aus der Epoche des Acheuléen. 1978 begannen unter der Leitung (bis 1990) des Paläontologen Emiliano Aguirre alljährliche systematische Ausgrabungen, die in den folgenden Jahren von Juan Luis Arsuaga, José María Bermúdez de Castro und Eudald Carbonell fortgesetzt wurden. Die Logistik für die Ausgrabung erwies sich als schwierig, vor allem deshalb, weil Elektrizität mit Generatoren erzeugt werden muss, anfangs ausschließlich von einem Gerüst aus gearbeitet werden konnte und das nächste zum Spülen von Sedimenten geeignete Gewässer zwei Kilometer entfernt ist. Zudem wurden jahrelang nur wenige lohnende Funde gemacht. 1990 wurden in einer der untersten Schichten (TD4) Steinwerkzeuge entdeckt, bei denen es sich um die ältesten aus der Sierra bekannten Artefakten handelte.

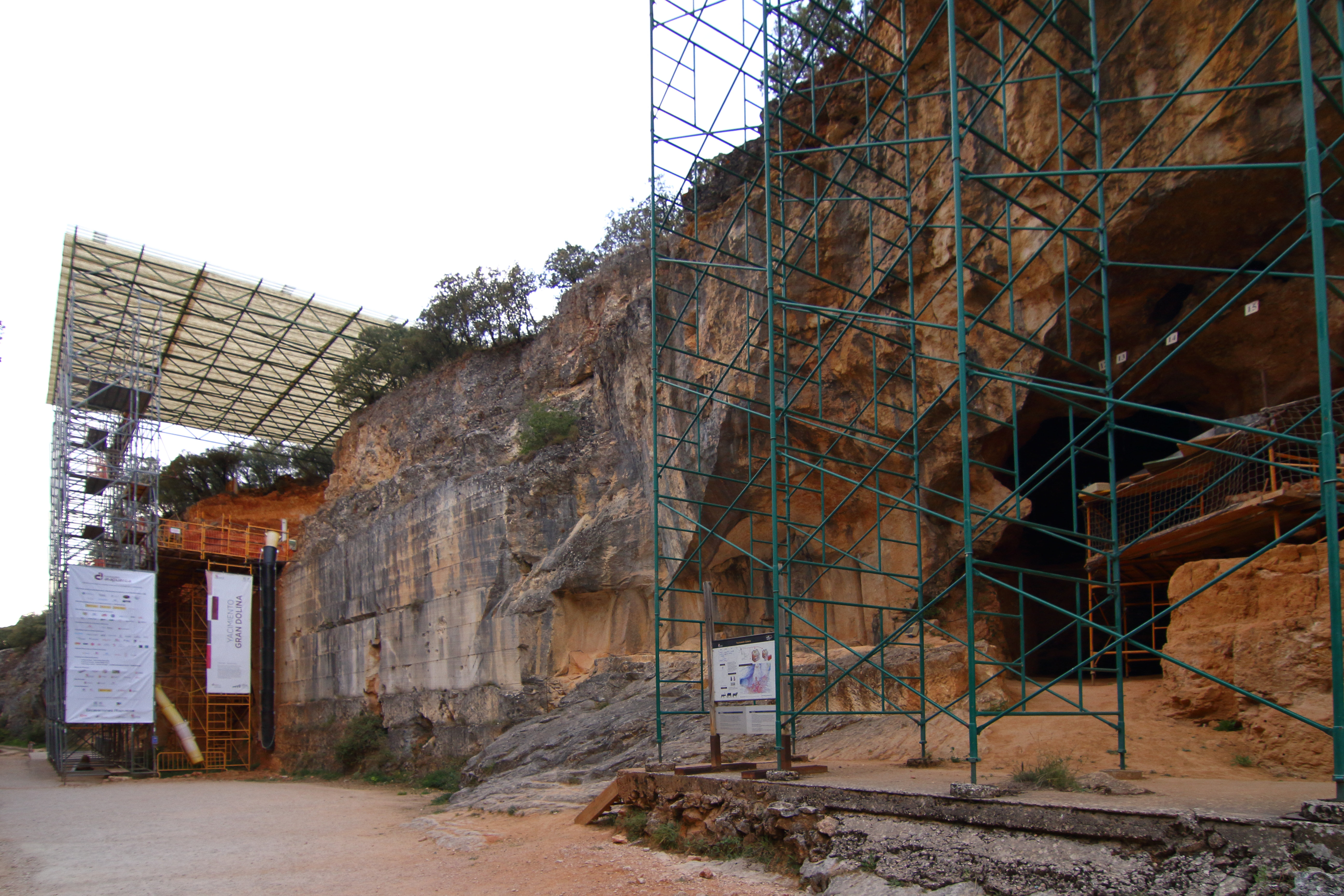
Blick auf Gran Dolina im August 2017

1993 wurde beschlossen, die Biostratigraphie der Gran Dolina systematischer als bisher zu erforschen. Deshalb wurde begonnen, eine sechs Quadratmeter große Grube in die 18 Meter hohen Sedimente zu graben. In Schicht TD6 stießen die Forscher 1994 auf hominine Fossilien und Steinwerkzeuge, deren Alter biostratigraphisch – anhand von Zähnen der fossilen Nagetierart Mimomys savini – auf mindestens 500.000 Jahre datiert werden konnte, während paläomagnetische Analysen ein Alter von mehr als 780.000 Jahren nahelegten. 1997 wurden die homininen Fossilien – Zähne und Knochenfragmente von mindestens sechs Individuen – der neu eingeführten Art Homo antecessor zugeschrieben. Zwischen 2003 und 2008 wurden weitere hominine Fossilien gefunden, so dass mindestens zehn Individuen durch mehr als 100 Funde als fossil belegt gelten.

## Belege
1. ↑  Eudald Carbonell et al.: The Pleistocene site of Gran Dolina, Sierra de Atapuerca, Spain: a history of the archaeological investigations. In: Journal of Human Evolution. Band 37, Nr. 3–4, 1999, S. 313–324, doi:10.1006/jhev.1999.0282, Volltext (PDF).
2. ↑  Eudald Carbonell und Xosé Pedro Rodrı́guez: Early Middle Pleistocene deposits and artefacts in the Gran Dolina site (TD4) of the 'Sierra de Atapuerca' (Burgos, Spain). In: Journal of Human Evolution. Band 26, Nr. 4, 1994, S. 291–311, doi:10.1006/jhev.1994.1018.
3. ↑  Eudald Carbonell et al.: Lower Pleistocene hominids and artifacts from Atapuerca-TD6 (Spain). In: Science. Band 269, Nr. 5225, 1995, S. 826–830, doi:10.1126/science.7638598.
4. ↑  Josep M. Parés und Alfredo Pérez-González: Paleomagnetic age for hominid fossils at Atapuerca archaeological site, Spain. In: Science. Band 269, Nr. 5225, 1995, S. 830–832, doi:10.1126/science.7638599.
5. ↑  José María Bermúdez de Castro, Juan Luis Arsuaga, Eudald Carbonell et al.: A Hominid from the Lower Pleistocene of Atapuerca, Spain: Possible Ancestor to Neandertals and Modern Humans. In: Science. Band 276, Nr. 5317, 1997, S. 1392–1395, doi:10.1126/science.276.5317.1392.
6. ↑  Eintrag Gran Dolina in: Bernard Wood (Hrsg.): Wiley-Blackwell Encyclopedia of Human Evolution. Wiley-Blackwell, 2011, ISBN 978-1-4051-5510-6.

Koordinaten: 42° 21′ 9″ N, 3° 31′ 8″ W